# Moje (Georgia)
Moje (en georgiano: მოხე) es un pueblo de Georgia ubicado en el oeste de la región de Mesjetia-Yavajetia, siendo parte del municipio de Adigueni.

## Geografía
Moje se encuentra en la ladera sur de la cordillera de Mesjetia, en el lado izquierdo del río Kavagliani y a 13 kilómetros de Adigueni.

## Historia
En la década de 1960, inmigrantes ecológicos de las tierras altas de Ayaria se establecieron en el pueblo. La mayoría de la población es musulmana y una mezquita construida en 1940 todavía se encuentra en el pueblo.

## Demografía
La evolución demográfica de Moje entre 2002 y 2014 fue la siguiente:
| 331                                             | 254 |
| (Fuente: Population of Georgia in Soviet times) |     |

Según el censo de 2014, los georgianos constituían el 99,6% de la población local.